# Награда Емпајер за најбољу глумицу у споредној улози
Награда Емпајер за најбољу глумицу у споредној улози једна је од Награда Емпајер коју сваке године додељује британски филмски часопис Емпајер најбољој глумици у споредној улози из претходне године. Ова награда први пут је уведене на 19. додели Емпајер награда 2014. године, заједно са Наградом за најбољег глумица у споредној улози. Победника сваке године бирају читаоци часописа.

## Добитници и номинације

### 2010е
| Година          | Глумица                   | Филм |
| --------------- | ------------------------- | ---- |
| 2014            |                           |      |
| Сали Хокинс     | Несрећна Џасмин           |      |
| Еванџелин Лили  | Хобит: Шмаугова пустошења |      |
| Џенифер Лоренс  | Америчка превара          |      |
| Лупита Нјонго   | Дванаест година ропства   |      |
| Мија Вашиковска | Стокер                    |      |